# Goyang Zaicro FC
Goyang Zaicro Football Club was een Zuid-Koreaans voetbalclub uit Goyang.
Goyang Zaicro werd opgericht in 1980. De thuiswedstrijden werden in het  Goyang Stadium gespeeld, dat plaats biedt aan 41.311 toeschouwers. De clubkleuren zijn rood-wit. De club was een van de oprichters van de K-League. In het eerste jaar van de K-League werd Goyang Zaicro kampioen.
De club eindigde op een teleurstellende laatste plaats in het seizoen 2016 met maar 16 punten uit 40 wedstrijden. Dit, alsmede financiële problemen, leidde ertoe dat de club zich niet opnieuw inschreef voor het seizoen 2017. In december 2016 werd Goyang Zaicro opgeheven.

## Clubverhuizingen
| Jaar | Naam          | Bijzonderheid         |
| ---- | ------------- | --------------------- |
| 1983 | Hallelujah FC | Oprichting            |
| 2003 | Hallelujah FC | Verhuizing naar Iksan |
| 2004 | Hallelujah FC | Verhuizing naar Gimpo |
| 2007 | Hallelujah FC | Verhuizing naar Ansan |

## Erelijst
Nationaal Amateur
- Korea National Championship
  - Runner up: (1) 2008
- President's Cup
  - Winnaar: (2) 1994, 2002
- Korean Football Championship
  - Runner up: (5) 1991, 1994, 1995, 1997, 1998